# Franz-Josef Lübken
Franz-Josef Lübken (* 18. Oktober 1954 in Bunnen, Stadt Löningen) ist ein deutscher Physiker.

## Leben
Lübken studierte von 1975 bis 1981 Physik an der Universität Bonn. Von 1994 bis 1999 war er dort Hochschullehrer für Physik. Seit 1999 ist Lübken Hochschullehrer an der Universität Rostock. Er ist Direktor des Leibniz-Instituts für Atmosphärenphysik in Kühlungsborn, das zur Universität Rostock gehört. Lübken ist verheiratet.

## Werke (Auswahl)
- First continuous temperature measurements within polar mesosphere summer echoes, J. Atmos. Solar-Terr. Phys., 2008 (gemeinschaftlich mit J. Lautenbach, J. Höffner, M. Rapp und M. Zecha)
- Effect of ice particles on the mesospheric potassium layer at Spitsbergen (78°N), J. Geophys. Res., 112, 2007 (gemeinschaftlich mit S. Raizada, M. Rapp, J. Höffner, M. Zecha und J. M. C. Plane)
- Weather in mesospheric ice layers, Geophys. Res. Lett., 33, 2006 (gemeinschaftlich mit U. Berger)
- First insitu temperature measurements at the Antarctic summer mesopause, Geophys. Res. Lett., 26:3581 {3584, 1999 (gemeinschaftlich mit M. J. Jarvis und G. O. L. Jones)

## Preise und Auszeichnungen (Auswahl)
- 2005: N.-Gerbier Mumm Award der World Meteorological Organization (WMO)